# Vergleich von Buran und Space Shuttle

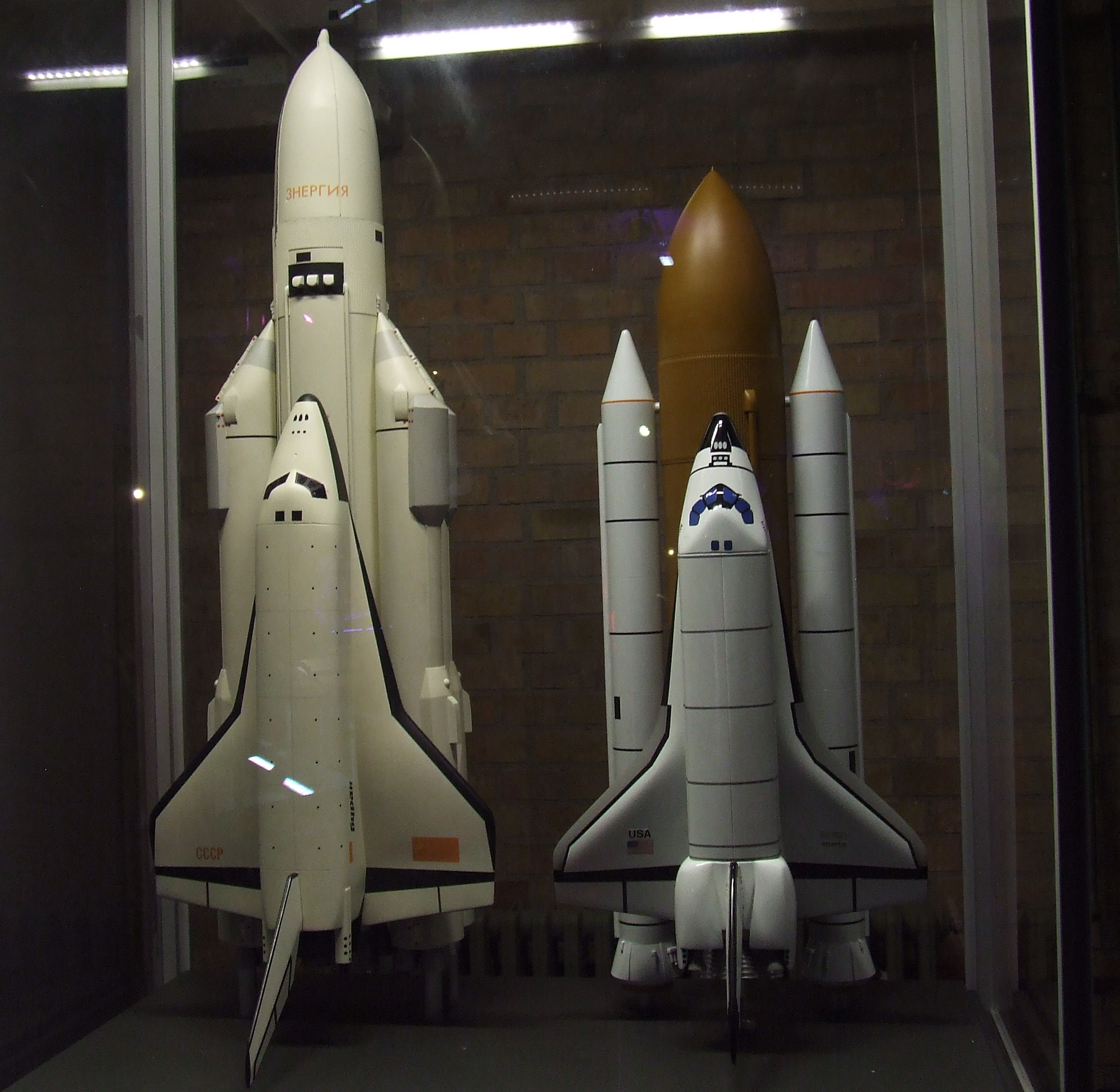
Modelle der Buran (links) und des Space Shuttles (rechts) auf einer Ausstellung 2016 in Budapest

Die Raumfährentypen der sowjetische Buran (russisch Буран für Buran – Schneesturm) und des US-amerikanischen Space Shuttles ähnelten sich äußerlich stark, wiesen aber konzeptionelle Unterschiede auf.
Während mit den fünf einsatzfähigen Raumfähren vom Typ Space Shuttle in den Jahren 1981 bis 2011 insgesamt 125 bemannte Raumflüge stattfanden, kam es nur zu einem einzigen unbemannten Raumflug der Buran im Jahr 1988.

## Hauptunterschiede

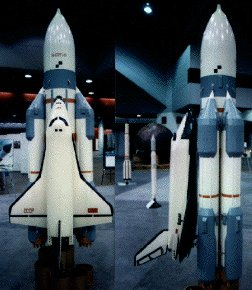
Buran-Raumfähre im Modell

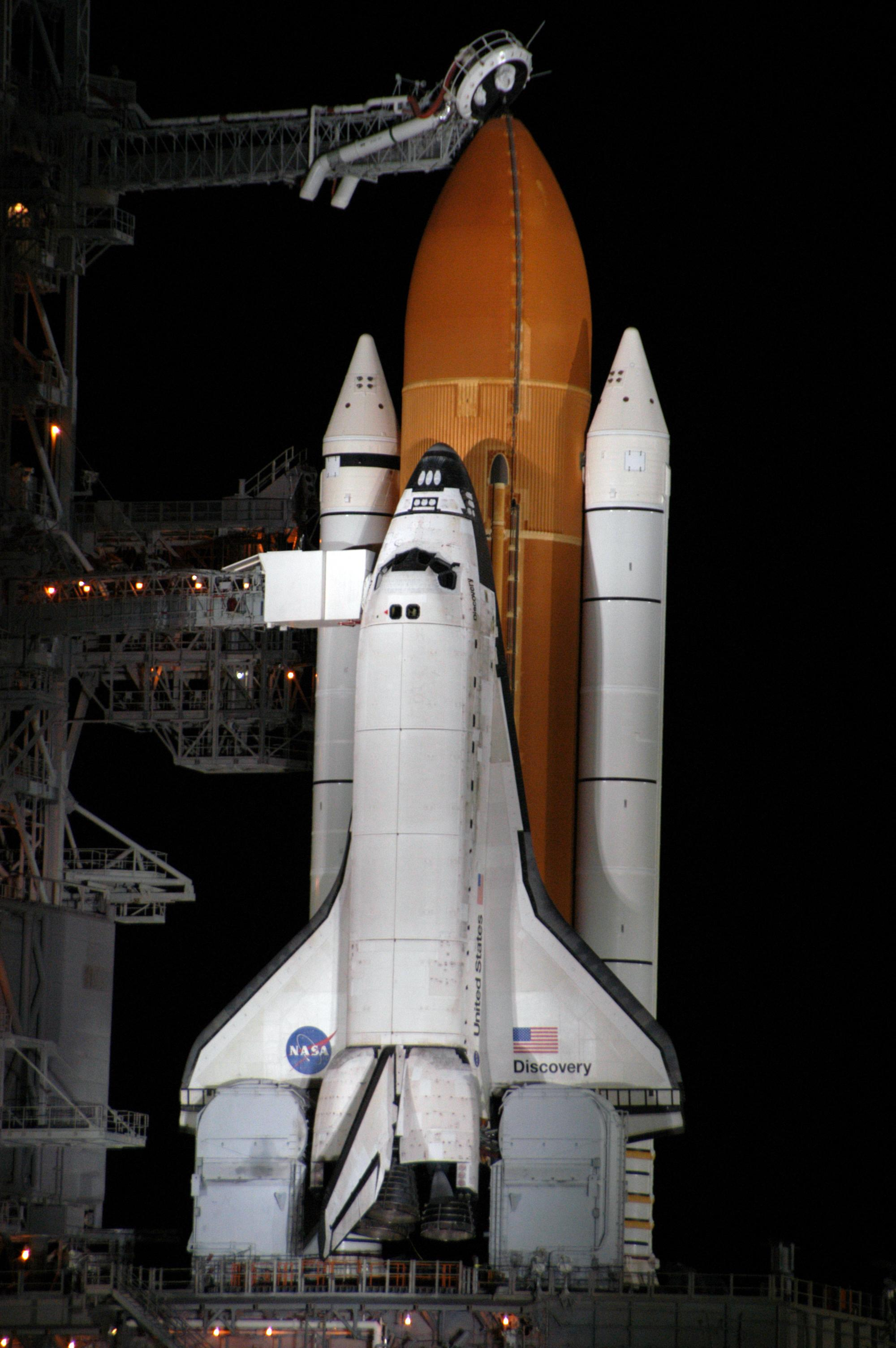
Space Shuttle „Discovery“ bei Startvorbereitungen

- Der auffälligste Unterschied war der, dass die Buran als Nutzlast der Trägerrakete Energija gestartet wurde, während das Space Shuttle mit seinen SSME-Haupttriebwerken selbst die Rakete darstellte, dafür aber den externen Treibstofftank mittrug. Das Space Shuttle hatte aufwändige bordinterne Treibstoffpumpen und zusätzliche Technik, auf die die Buran verzichtete. Die Energija konnte auch andere Nutzlasten mit bis zu 80 Tonnen Masse (bis zu 150 t bei Anbringung weiterer Booster) in den Weltraum befördern – wie es beim ersten Start geschah. Für den Start der Buran wurden vier Flüssigtreibstoff-Booster verwendet – anstatt zwei Feststoffboostern wie bei den Space Shuttles. Die Buran-Booster verbrannten Kerosin und flüssigen Sauerstoff und konnten, ausgestattet mit einer Oberstufe, als eigenständige Zenit-Raketen eingesetzt werden.

- Die Buran war sowohl zum bemannten als auch zum vollautomatischen Flug konzipiert und konnte vollautomatisch landen. Die bemannte Version wurde nie in den startfähigen Zustand gebracht. Das US-amerikanische Gegenstück war auf Wunsch der Astronauten ursprünglich nicht für den unbemannten Einsatz vorgesehen.[1] Speziell das Fahrwerk war bewusst nur manuell zu betätigen. Erst seit STS-121 (Juli 2006) bestand die Möglichkeit, im Notfall das Space Shuttle unbemannt und ferngesteuert zur Erde zurückzubringen. Diese Systeme wurden jedoch nie im realen Einsatz getestet.

- Die Buran hatte keine schweren Triebwerke wie das Shuttle, sondern relativ kleine Triebwerke zum Manövrieren und zur Lageregelung. Der Wegfall der großen Triebwerke bedeutete eine größere Nutzlast der Raumfähre selbst. Die größte Struktur des ganzen Systems war kein Treibstofftank wie beim Space Shuttle, sondern die Trägerrakete.

- Die Energija-Trägerrakete – inklusive der Booster – wurde für die Wiederverwendbarkeit konstruiert. Die Booster sowie das Antriebsteil der Zentralstufe mit den RD-0120-Haupttriebwerken sollten zur Erde zurückkehren und mit Hilfe von Fallschirmen landen. Wegen Budgetkürzungen wurde die Wiederverwendbarkeit nie umgesetzt. Das US-amerikanische Shuttle hatte wiederverwendbare Triebwerke in der Raumfähre sowie wiederverwendbare Booster, die nach umfangreichen Inspektionen und Wiederherstellungsarbeiten wieder eingesetzt werden konnten.

- Bei der Buran waren zwei Strahltriebwerke als Marschtriebwerke vorgesehen. Aufgrund der schlechten Verteilung der Notlandeplätze speziell im atlantischen und pazifischen Raum bestand der Bedarf, größere Strecken bei der Landung überbrücken zu können. Aufgrund von Verzögerungen und Nutzlastproblemen der ersten Energija-Version wurden beim Orbiter die Triebwerke beim Erstflug nicht montiert und die Einbaubuchten beidseitig des Seitenleitwerks verschlossen. Diese Einbaubuchten sind auf verschiedenen Heckansichten der Orbiterversionen und verschiedenen Schemata noch auszumachen.[2] Die zwei Marschtriebwerke sollten durch Frontklappen und Hitzeschutzummantelung beim Wiedereintritt geschützt werden. Die zwei oberen Triebwerke des OK-GLI-Prototyps entsprachen diesem Konzept und wiesen auch noch die Klappen am Einlauf aus, die bei einem reinen Einsatz nur zu atmosphärischen Testzwecken nicht nur nutzlos, sondern auch leistungsmindernd gewesen wären.[3] Beim Space Shuttle wurden Strahltriebwerke als mögliche Marschtriebwerke untersucht, aufgrund von Nutzlasterwägungen und besserer Verteilung geeigneter Notlandeplätze aber früh verworfen.

- Die Buran hätte Berechnungen zufolge 30 Tonnen in den Orbit befördern können, gegenüber den 25 Tonnen des Space Shuttle. Allerdings wurde der Nachweis dieser Plangrößen in der Praxis nicht erbracht.

- Das Verhältnis von Auftrieb zu Luftwiderstand im Gleitflug (Gleitzahl) betrug bei der Buran 6,5, beim Space Shuttle 5,5. Deshalb hätte die russische Raumfähre 20 Tonnen Nutzlast wieder zur Erde fliegen können, anstelle von 15 Tonnen beim Space Shuttle.

- Die Anordnung der Hitzeschutzkacheln war unterschiedlich: Durchgehende Fugen der Buran wurden rechtwinklig und kurze Fugen parallel zum Plasmafluss (Strömungsrichtung der Luft) ausgerichtet, nicht im 45-Grad-Winkel wie beim Space Shuttle.[4]

- Standardmäßig waren von NPP Swesda hergestellte K-36RB-Schleudersitze in Verbund mit Strisch-Druckanzügen zum Schutz der Besatzung vorgesehen. Diese sollten nach Herstellerangaben für Geschwindigkeiten bis zu Mach 3 und Höhen bis zu 30 km einsetzbar sein.[5] Bei den Unfällen mit dem US-amerikanischen Space Shuttle wären solche Schleudersitze im Falle der Challenger 1986 möglicherweise lebensrettend gewesen, nicht aber bei der Columbia im Jahr 2003 (60 km Höhe, Mach 23).

- Die Düsen für das Manövrieren im Orbit wurden beim Space Shuttle mit einer hypergolen Mischung aus Distickstofftetroxid und Monomethylhydrazin betrieben, während bei der Buran flüssiger Sauerstoff (LOX) und Syntin verwendet wurde. Die bei Buran verwendete Lösung war leistungsfähiger und ungefährlicher in der Handhabung am Boden. Außerdem konnte der flüssige Sauerstoff im Notfall zur Stromerzeugung in den Brennstoffzellen herangezogen bzw. auch für das Lebenserhaltungssystem verwendet werden. Allerdings war das System schwerer und komplexer. In den 1990er Jahren gab es Pläne für die Umrüstung des Space Shuttles auf eine LOX/Ethanol-Mischung für die Steuerdüsen.

## Technische Details
|                                        | Space Shuttle                     | Buran                     |
| -------------------------------------- | --------------------------------- | ------------------------- |
|                                        | Orbiter                           |                           |
| Länge                                  | 37,25 m                           | 36,37 m                   |
| Spannweite                             | 23,80 m                           | 23,92 m                   |
| Höhe                                   | 17,25 m                           | 16,35 m                   |
| Trockenmasse                           | 78 t                              | 61 t                      |
| max. Abflugmasse                       | 110 t                             | 105 t                     |
| max. Besatzung                         | 8                                 | 10                        |
| Strömungsrichtung / Hitzeschutzkacheln | Hitzeschutzkachel (Space Shuttle) | Hitzeschutzkachel (Buran) |
|                                        | Nutzlastbucht                     |                           |
| Länge                                  | 18,29 m                           | 18,55 m                   |
| Breite                                 | 4,57 m                            | 4,65 m                    |
| Startkapazität                         | 25 t                              | 30 t                      |
| Landekapazität                         | 15 t                              | 20 t                      |

Anmerkungen
1. Die Trockenmasse des Space Shuttle variiert geringfügig je Orbiter. Die Start-Nutzlastkapazität beider Systeme ist stark abhängig von der Orbithöhe und dem Bahnneigungswinkel.
2. Die technischen Parameter des Buran konnten aufgrund eines fehlenden Dauereinsatzes im Weltraum nicht überprüft werden.

## Vergleich der Prototypen
| Name                               | Bild | Funktion | Bemerkung | Funktion | Bild | Name                                  |
| ---------------------------------- | ---- | --- | --- | --- | ---- | ------------------------------------- |
|                                    |      | | Für das Buranprogramm ist kein Mock-Up bekannt, das vor dem Beginn der effektiven Entwicklung erstellt wurde, auch da das Programm von der Staatsführung direkt an die Raumfahrtindustrie per Dekret befohlen wurde | Als Inspiration diente ein aus Holz und Kunststoff gefertigtes Modell, mit dem sich North American Rockwell für den Auftrag zur Fertigung der Orbiter des Space-Shuttle-Programms bei der US-Regierung beworben hat. |      | Inspiration                           |
| Kein offizieller Name              |      | Windkanalmodell, Maßstab 1:3 | Für das Buranprogramm wurde ein mit Sensoren bestücktes Holzmodell im Maßstab 1:3 erstellt (Für das Space-Shuttle-Programms wurde kein Windkanalmodell in dieser Größe gebaut.) | |      |                                       |
| OK-1M OK-M OK-ML-1 BTS-001 OK 0.01 |      | Für statische Tests und Handling | OK-1M wurde wie OV-101 für Integrationstests und Launchpadtests verwendet, war aber nicht flugfähig | Für aerodynamische Tests und Astronautenschulung zum Handling in der Landeanflugphase, Integrationstests auf dem Launchpad und Vibrationstests                                                                       |      | OV-101 Enterprise                     |
| OK-2M OK-GLI BTS-002 OK 0.02       |      | Für aerodynamische Tests und Kosmonautenschulung zum Handling in der Landeanflugphase | Die BTS-002 / OK-GLI wurde wie die Enterprise für aerodynamische Tests und die Erfahrungssammlung im Landeanflug genutzt. Im Gegensatz zur OV-101 hat die BTS-002 vier Düsentriebwerke und konnte aus eigener Kraft starten, sodass sie nicht mit Trägerflugzeugen wie der Mjassischtschew WM-T „Atlant“ oder der Antonow An-225 transportiert werden musste. Die OV-101 war für die Validierung der B747-SCA-Verifizierung von Bedeutung. | Für aerodynamische Tests und Astronautenschulung zum Handling in der Landeanflugphase, Integrationstests auf dem Launchpad und Vibrationstests                                                                       |      | OV-101 Enterprise                     |
| OK-3M OK-KS OK 0.03                |      | OK-3M diente zur Erprobung aller elektronischen Systeme der Raumfähre in einem realistischen Mock-Up. Es wurde ein kompletter Raumfährenrumpf inklusive Fahrwerk gebaut. Einzig die Korrekturtriebwerke wurden später eingebaut. Eine Besonderheit von OK-3M gegenüber allen anderen Mock-Ups und Orbitern ist der CCCP-Schriftzug an den Seitenwänden. | Im Gegensatz zur OK-3M wurden für das Space Shuttle die elektronischen Systeme nicht in einem kompletten Mock-Up getestet, sondern im Shuttle Avionics Integration Laboratory (SAIL, auch OV-095), dem Modell eines Orbiters im Johnson Space Center, bei dem alle elektronischen Systeme wie in einem Serienorbiter angeordnet waren. | |      | SAIL OV-095                           |
| OK-4M OK-MT OK-ML-2 OK 0.04        |      | Handhabungs-Mock-up, um die Abläufe in Baikonur zu Verifizieren und trainieren | Für die eigentlichen Tests war OV-098 erst nicht sehr detailgetreu, während OK-4M äußerlich zum echten Orbiter fast identisch war. Erst als Ausstellungsobjekt wurde OV-98 optisch nachgearbeitet. | Modell, um Handhabung und den Aufbau von Spaceshuttles zur erproben. Anfangs ein rudimentäres Modell, später zu einem optisch vollwertigen Mock-Up ausgebaut unter Verwendung des Triebwerktestartikels MPTA-098.    |      | OV-098 MPTA-098 Pathfinder            |
| OK-5M OK 0.05                      |      | Vollständiger Vorderrumpf inklusive Hitzeschutzkacheln, der für diverse Tests (Hitze, Vakuum, Lebenserhaltung …) verwendet wurde. | OK-5M wurde nach Abschluss der kabinenrelevanten Tests für den Bau von OK-7M verwendet. Für das Space-Shuttle-Programm wurde kein Äquivalent erstellt. | |      |                                       |
| OK-6M OK-TVI OK 0.06               |      | Test der Korrekturtriebwerke, Haupttriebwerke, Tanks und Energieversorgung | Da Buran keine Triebwerke hat wie das Space Shuttle, lassen sich diese zwei Systeme nur bedingt vergleichen. Aufgrund der anderen Konfiguration gab es jedoch Tests mit den Triebwerken der Energjia Kernstuffe | Der Main Propulsion Test Article diente der Erprobung und Krafteinwirkung der Shuttle-Haupttriebwerke. |      | MPTA-098 Main Propulsion Test Article |
| OK-7M OK-TVA OK 0.15               |      | Für strukturelle und thermale Tests | OK-7M wurde wie OV-099 für strukturelle Tests verwendet, anders als bei OV-099 war der Ausbau in einen (raum)flugfähigen Orbiter nicht geplant. | Strukturtests, Ausbau zu funktionsfähigem Orbiter |      | STA-099 OV-099 Challenger             |
| OK-8M OK 0.08                      |      | Verwendet für Hitze- und Vakuumstests ohne thermische Außenhülle zur Erprobung des Crew Comparment | Kein Äquivalent beim US-Shuttle-Programm vorhanden | |      |                                       |

## Orbiter
| Name                                                    | Bild | Bemerkung | Bild | Name                      |
| ------------------------------------------------------- | ---- | --- | ---- | ------------------------- |
| OK-1K1 Buran Buran 1.01 OK 1.01 GRAU-Index 11F35 K1     |      | Buran 1, unbemannter Flug, nach Hangareinsturz zerstört. Eine Fertigstellung in Baikonur war nötig, da die An-225 noch nicht verfügbar war. Columbia, erstes Space Shuttle, das in den Orbit gelangte. 2003 bei Wiedereintritt zerstört (siehe STS-107) |      | OV-102 Columbia           |
| OK-1K2 Ptitschka Buran 1.02 OK 1.02 GRAU-Index 11F35 K2 |      | Die OV-099 war das zweite Space Shuttle, es wurde aus der statischen Versuchszelle gebaut. OV-099 wurde beim Start zerstört (siehe Challenger-Katastrophe), als Ersatz wurde die OV-105 gebaut. Die OK 1.02 wurde als zweiter Orbiter der UdSSR gebaut und zu fast 95 % fertiggestellt. Integrationstests auf der Startrampe wurden ausgeführt. Seit dem Ende des Buranprogramms befindet sich der Orbiter in einem Hangar in Baikonur. Eine Fertigstellung in Baikonur war nötig, da die An-225 noch nicht verfügbar war. |      | STA-099 OV-099 Challenger |
| OK-2K1 Baikal Buran 2.01 OK 2.01 GRAU-Index 11F35 K3    |      | OV-103 Discovery war der dritte raumflugfähige Orbiter der USA. OK-2K1 war der 3. Orbiter der UdSSR, modernisierte Ausführung der zwei Vorgänger-Raumfähren. Eine Fertigstellung im Produktionswerk war vorgesehen, da nun die An-225 verfügbar gewesen wäre. Der Orbiter wurde wegen Ende des Buranprogramms nur zu etwa 50 % fertiggestellt und befindet sich im Michail-Gromow-Institut für Flugforschung |      | OV-103 Discovery          |
| OK-2K2 Buran 2.02 OK 2.02 GRAU index 11F35 K4           |      | OK-2K2 war der zweite Orbiter der modernisierten Version. Wurde nur zu etwa 20 % fertiggestellt, als das Programm endete. OV-104 war der 4. Orbiter der USA und ursprünglich als Abschluss der Orbiterserie geplant. |      | OV-104 Atlantis           |
| OK-2K3 Buran 2.03 OK 2.03 GRAU-Index 11F35 K5           |      | OK-2K3 war der letzte der 5 geplanten Orbiter des Buran-Programm, Es wurden nur Komponenten erstellt, diese wurden nach dem Ende des Programmes offenbar verschrottet. Die OV-105 Endeavour ist der jüngste Orbiter, er wurde als Ersatz für die OV-099 aus Ersatzteilen und mit moderneren Systemen gebaut. |      | OV-105 Endeavour          |

## Transport der Komponenten
- Die Booster der Space Shuttles wurden in Segmenten befördert, dies machte den Transport per LKW, Bahn, Schiff oder als Luftfracht möglich. Der Zusammenbau erfolgte in der Nähe des Startgeländes.
- Die Strap-ons der Energjia basierten auf der Zenit-Rakete. Bei der Konstruktion der Zenit wurden die Abmessungen so gewählt, dass ein Transport per Eisenbahn möglich war. Der Transport mehrerer Strap-ons im Frachtraum von An-124 oder An-225 wäre möglich gewesen. Für das Buran-Energjia-Programm war der Bau von drei An-225 vorgesehen.
- Der Space Shuttle External Tank wurde per Schiff (Frachtbarge) vom Hersteller zum Space Center transportiert.
- Die Energjia wurde in zwei Komponenten per Luftfracht transportiert, wobei die Trennstelle zwischen den Wasserstoff- und Sauerstoff-(LH2/LOX)-Tanks war. Zur Verbesserung der Aerodynamik beim Transport als Außenlast gab es für die beiden Komponenten zwei verschiedene Abdeckungen. Diese beiden Abdeckungen wurden dann zusammengesetzt und ebenfalls als Außenlast zurück zum Energjia-Hersteller transportiert.  Alle Energjia-Raketen wurden mit den Mjassischtschew WM-T „Atlant“ Transportern transportiert. Es war vorgesehen, nach der Fertigstellung der drei geplanten An-225 die Energija damit statt mit den zwei WM-T zu transportieren.
- Die US-Shuttles wurden mit den zwei Boeing 747 Shuttle Carrier Aircraft (SCA) transportiert. Neben diesen Transporten wurden die SCA auch genutzt, um die Enterprise in die nötige Höhe zu transportieren, von wo aus sie im Gleitflug den Landeanflug absolvieren konnte. Im Zusammenhang mit dem US-Shuttle-Programm wurden nur die Enterprise und die raumflugfähigen Orbiter vom Shuttle Carrier Aircraft transportiert, keine weiteren Versuchsmuster oder Komponenten des Shuttle-Programms. Im Anfangsstadium des US-Shuttle-Programms war der Transport als Außenlast auf einer C-5 Galaxy in Erwägung gezogen worden, was aber wegen deren T-Leitwerk und der aerodynamischen Probleme des Shuttles als Außenlast vor diesem Leitwerk verworfen wurde.
- Beim Buranprogramm wurden zwei Funktionsmodelle mit der Mjassischtschew WM-T „Atlant“ nach Baikonur transportiert sowie die ersten zwei Orbiter. Die Orbiter waren noch nicht fertiggestellt, Hitzeschutzkacheln, Seitenleitwerk, Triebwerke, Fahrwerk etc. waren nicht montiert, da sonst das Gewicht für den Transport mit der WM-T zu hoch gewesen wäre. Weitere Transporte der Orbiter mit der WM-T waren nicht vorgesehen, da mit der Fertigstellung der An-225 ein Flugzeug zur Verfügung stand, das ohne Probleme die vollständig ausgerüsteten Raumfähren transportieren konnte. Zudem ist beim Transport mit der An-225 keine aerodynamische Heckabdeckung der Orbiter mehr nötig gewesen. Diese war bei den Shuttle Carrier Aircraft der USA (abgesehen von einigen Gleitversuchen der Enterprise) und den Transporten mit den WM-T nötig. Für das Buranprogramm wurde vor dem Bau der An-225 und den WM-T eine Modifikation der An-22 als Transporter in Erwägung gezogen, aber verworfen.